# 金蹄蝠屬
金蹄蝠屬（学名：Rhinonicteris），是哺乳綱、翼手目、菊頭蝠科的一屬，而與金蹄蝠屬（金蹄蝠）同科的動物尚有波斯葉鼻蝠屬（波斯葉鼻蝠）、大耳無尾蹄蝠屬（大耳無尾蹄蝠）、蹄蝠屬（三叉蹄蝠）等之數種哺乳動物。

## 下属物种
- 金蹄蝠 (橘色蝠) - Rhinonicteris aurantia Gray, 1845